# الكرنتينا (الخليل)
الكرنتينا أو الكارنتينا هي قلعةٌ تاريخيةٌ تقعُ في جبل البلدة القديمة بمدينة الخليل، وتُعد أول مركز حجرٍ صحيٍ بناه العثمانيون في فلسطين، حيث بُني في عهد عبد المجيد الأول عام 1265 هجريًا المُقابل 1848 ميلاديًا. كما يُعتقد أنه الثاني عربيًا بعد بناء مماثلٍ في دمشق عام 1834 ميلاديًا. يضُم المبنى الآن عياداتٍ تابعة لوزارة الصحة الفلسطينية.

## التاريخ
تقع الكرنتينا(1) في جبل البلدة القديمة بمدينة الخليل، في الجهة الجنوبية الغربية للمسجد الابراهيمي. وتذكر المصادر أنها قلعةٌ شيدت في بداية القرن الثامن عشر (تقريبًا عام 1848 ميلاديًا)، وكان الهدف من إنشائها أن تكون موقعًا للحجر الصحي، وتُعد أول مركز حجرٍ صحي بناه العثمانيون في فلسطين. كان اسمها آنذاك «تحفظخانة»، وهي كلمةٌ عثمانية تركية تعني الحجّر، كما سُميت «مبنى السرايا»، واستخدمت لإقامة القادمين من خارج المدينة، وذلك للتأكد من خلوهم من الأمراض المُعدية والمتفشية، وكان هذا النوعُ من المبانِ منتشرًا في أوروبا والدول العربية آنذاك، خصوصًا في ظل انتشار الأمراض المُعدية والتي كانت تؤدي لوفاة الآلاف من البشر. يُوجد بجانب مبنى الكرنتينا مقبرةٌ حيث كان يُدفن فيها الموتى مباشرةً آنذاك.
تذكر المصادر أنَّ المبنى استُعمل فيما بعد سجنًا للفارين من خدمة الجيش، وأُعيد استعماله عياداتٍ طبيةً في الانتداب البريطاني والإدارة الأردنية وفترة الاحتلال الإسرائيلي بعد حرب 1967، وكانت السلطة الوطنية الفلسطينية قد طورت المبنى ليشمل عيادات أنف وأذن وحنجرة وسكري ونسائية وتنظيم الأسرة وطب الأطفال وطب العظام وطب الجلد ومختبرٍ عام وصيدلية جميعها تابعةٌ لوزارة الصحة الفلسطينية، حيث تخدم العيادات حوالي 70 ألف مواطنًا يقطنون داخل المناطق الخاضعة لسيطرة الاحتلال الإسرائيلي.
تأخذ الكرنتينا شكل قلعةٍ صحية، وتُوجد في عدة مواقعٍ في فلسطين، ولكنها احتفظت باسمها في مدينة الخليل، واستُخدمت لأغراضٍ مختلفة. يُحاط المبنى بسورٍ حجريٍ مُرتفع مربع الشكل، ويمتلك السور بابًا ضخمًا نُقش أعلاه باللغة العثمانية التركية أنَّ المبنى انشئ في عهد السلطان العثماني عبد المجيد الأول عام 1265 هجريًا. يبلغ سُمك جدران المبنى مترًا كاملًا تقريبًا، وهو مبنيٌ من الشيد المصنوع من التراب، ويتميز بدفء جدرانه في فصل الشتاء وبرودته في فصل الصيف. وحسب الدكتور طالب جبران، مسؤولٌ في وزارة السياحة والآثار الفلسطينية، «أن مبنى الكرنتينا شُيد بطريقة هندسية توحي بأنه كان من المباني المهمة زمن العثمانيين "فهو مبنى مربع الشكل، محاط بسور حجري مرتفع، داخله يوجد ساحة، وتنتشر داخل المبنى غرف لكل منها استخدامها الخاص»، كما يذكر الدكتور شوكت حِجّة، أستاذ التاريخ بجامعة الخليل، «جميع ما هو داخل وخارج المكان هو بناء عثماني بامتياز» وأضاف أنَّ «منشآت كهذه بنيت في أوروبا والوطن العربي لمواجهة الأوبئة، لكن يعتقد أن المبنى المشيد في الخليل هو الثاني عربيا بعد بناء مماثل في دمشق عام 1834». يضم المبنى بداخله عددًا من المباني والغرف مع قباب وأقواس ضخمةٍ، حيث يتجاوز عدد الغرف 18 غرفةً، والتي استخدمت فيما بعد مركزًا وعيادات صحية للبلدة القديمة، حيث تُسمى «عيادة الكرنتينا».
يذكر الدكتور محمود بشير دويك، مدير عيادة الكرنتينا، أنَّ «المبنى استخدم لاستقبال زوار مدينة الخليل من الخارج، وتحديدا تركيا وأوروبا لزيارة المسجد الإبراهيمي، بحيث يُحجر الزوار للتأكد من سلامتهم البدنية مع انتشار الأوبئة»، وأضاف «الذين كانت تثبت سلامتهم كانوا يغادرون إلى مقاصدهم، أما من تظهر عليهم علامات الإعياء فيحجرون في غرف خاصة في الجزء الجنوبي من المبنى»، وأكمل «المبنى منقسم إلى قسمين يفصل بينهما حديقة غير مسقوفة، الأول جنوبي فيه غرف الحجر، وهي مغلقة تماما حاليا، ولا يعرف ما بداخلها، والثاني شمالي استخدم مكانا للنقاهة بعد الشفاء»، ثم أكمل «مبنى الكرنتينا يستخدم حاليا عيادة تابعة لوزارة الصحة الفلسطينية، مع المحافظة على جمال المكان، وقيمته التاريخية والأثرية».
يُوجد رقمين مثبتين في العقد نصف البرميلي لمدخل المبنى، وحسب الدكتور يونس عمرو، رئيس جامعة القدس المفتوحة، فإنَّ هذين الرقمين «هما رقم الطغراء أو التوقيع السلطاني، ورقم التوثيق العثماني للمبنى المسمى باللغة التركية (تحفظ خانة)»، وووصفها بأنها «لوحة فوق الرقم التوثيقي جاءت بمثابة تاج لها في شكل بيضاوي، كتب فيه (عبد المجيد خان بن محمود دام مظفرا)»، وأكمل «أما الرقم التوثيقي العثماني فهو أسفل الطغراء، وجاء محفورا بالخط الفارسي وباللغة التركية العثمانية، وترجمة نصه (أنشأ سلطان البلاد عبد المجيد خان محيي العدل هذا الحجر الصحي، الذي يعتبر من مآثره العظيمة، أنشأه بباب واحد وزينه باسمه، سنة 1265هـ)». ثم أضاف «تكمن أهمية هذين الرقمين، في كونهما توثيقا يسجل لواحد من المعالم الحضارية الإنسانية في مدينة الخليل»، وختم كلامه «كما أن الرقمين يشكلان آية من آيات الخط العربي في طرازين، الأول الطغراء والثاني لوحة الخط الفارسي».

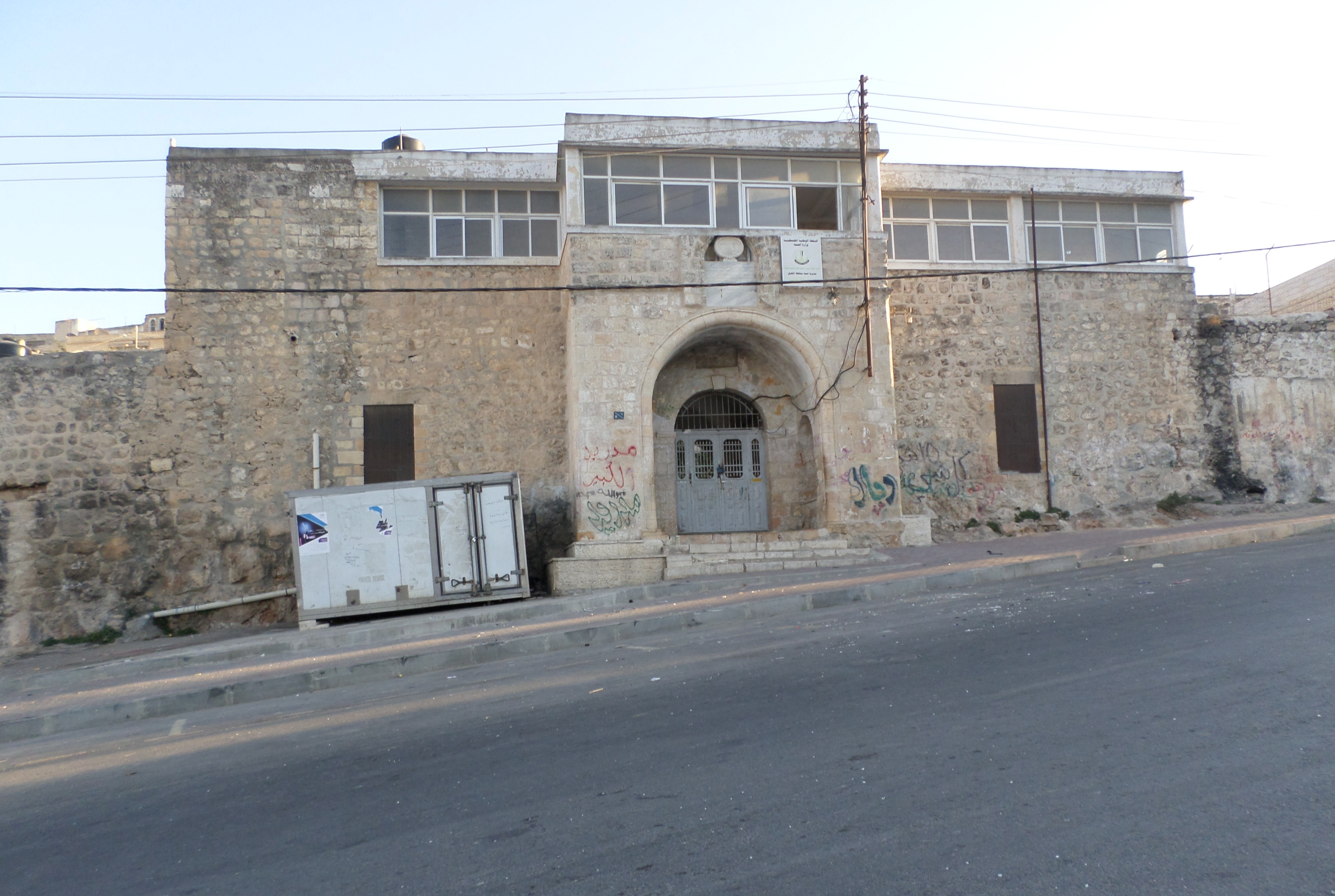
المبنى عام 2014
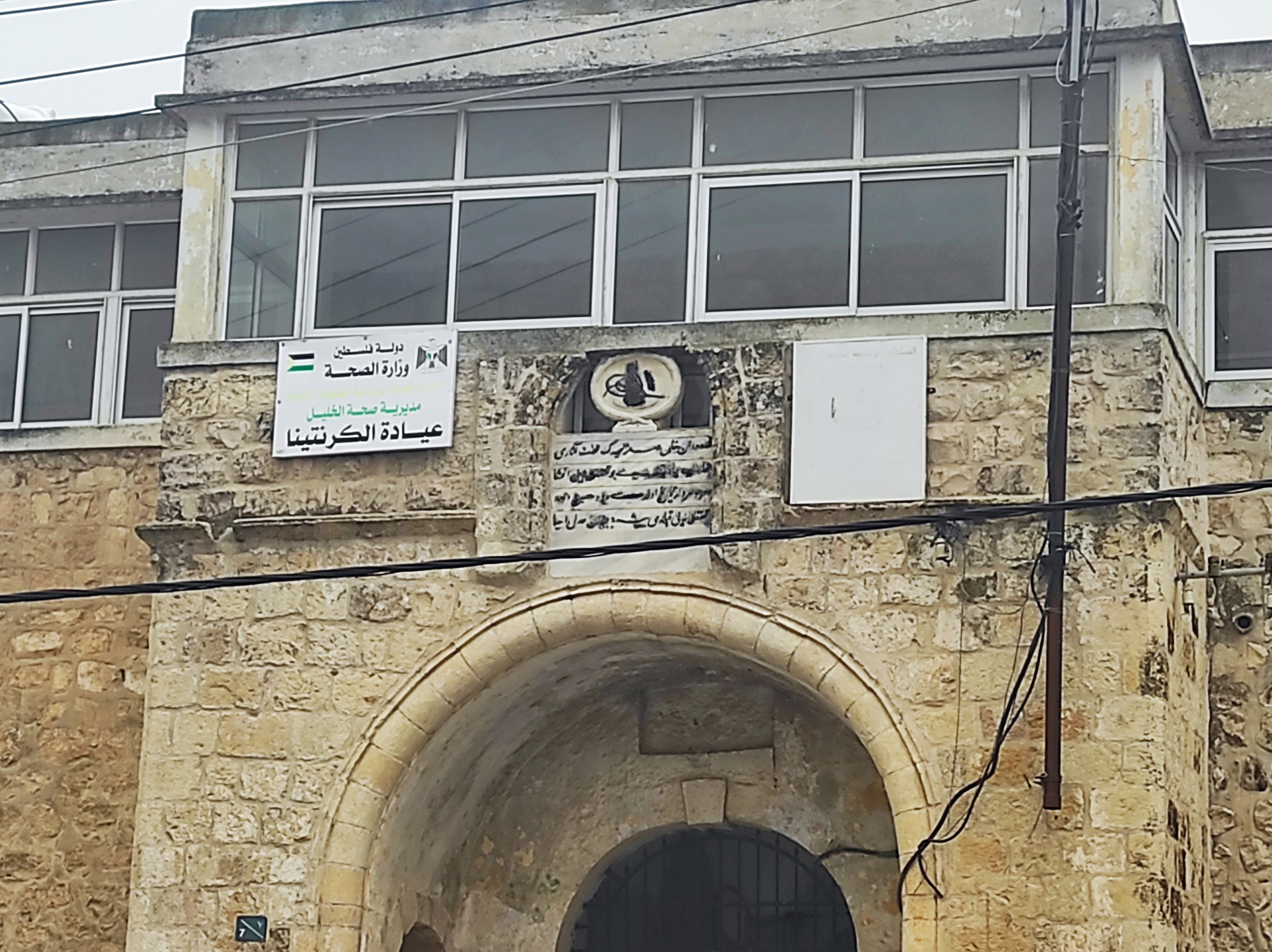
مدخل عيادة الكرنتينا (2022)
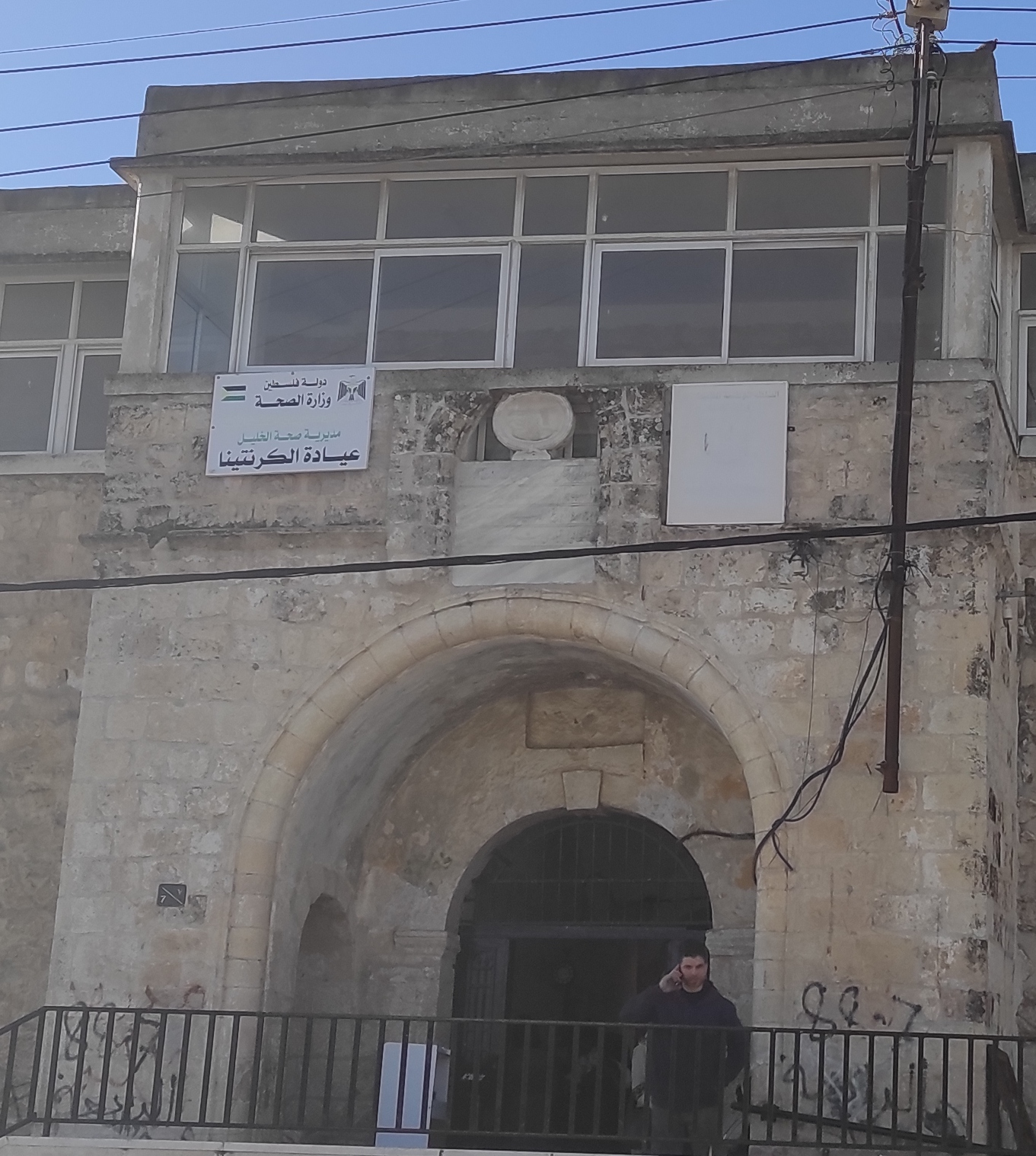
مدخل عيادة الكرنتينا (2022)
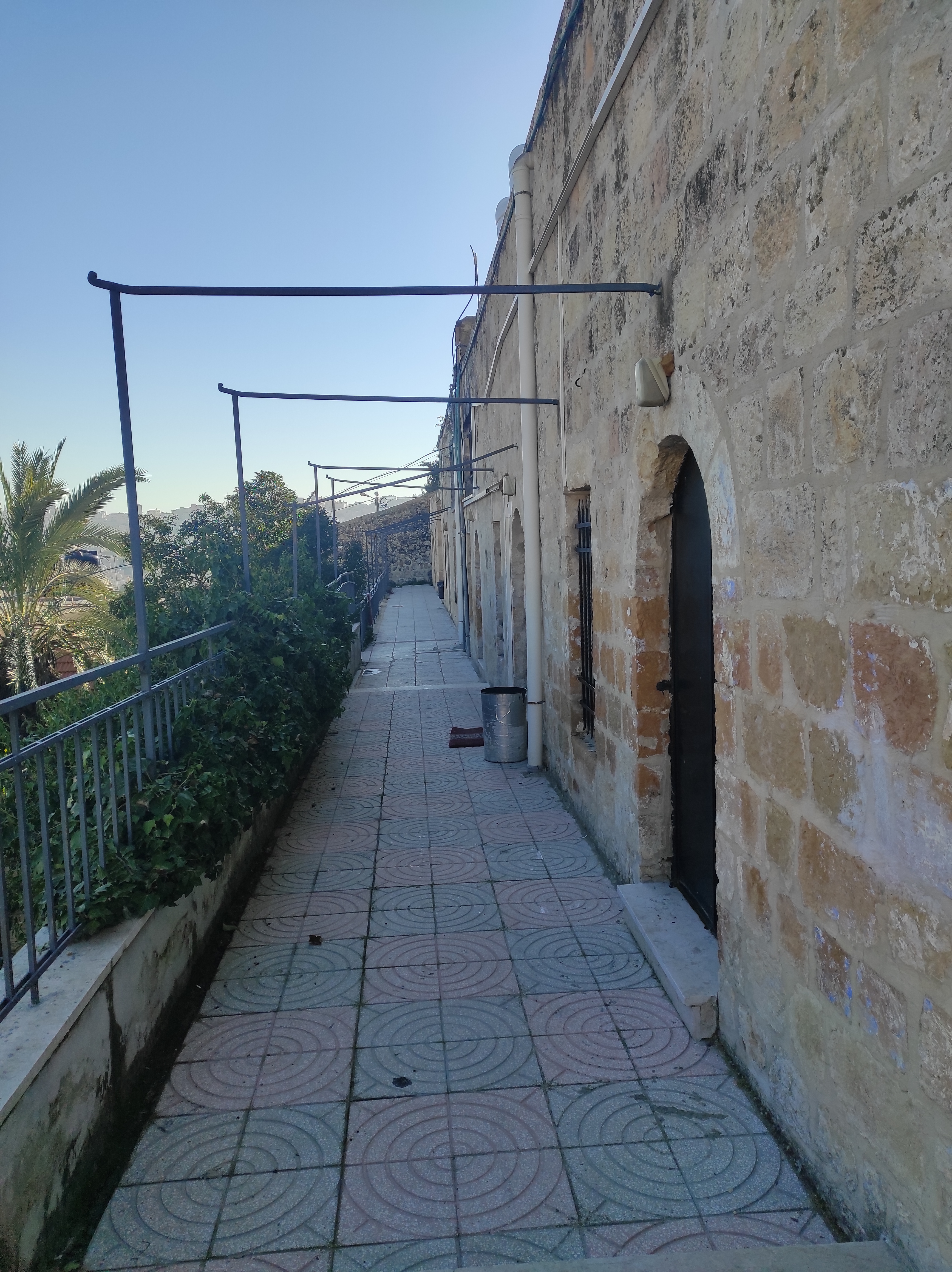
ممر الطابق العلوي (2022)
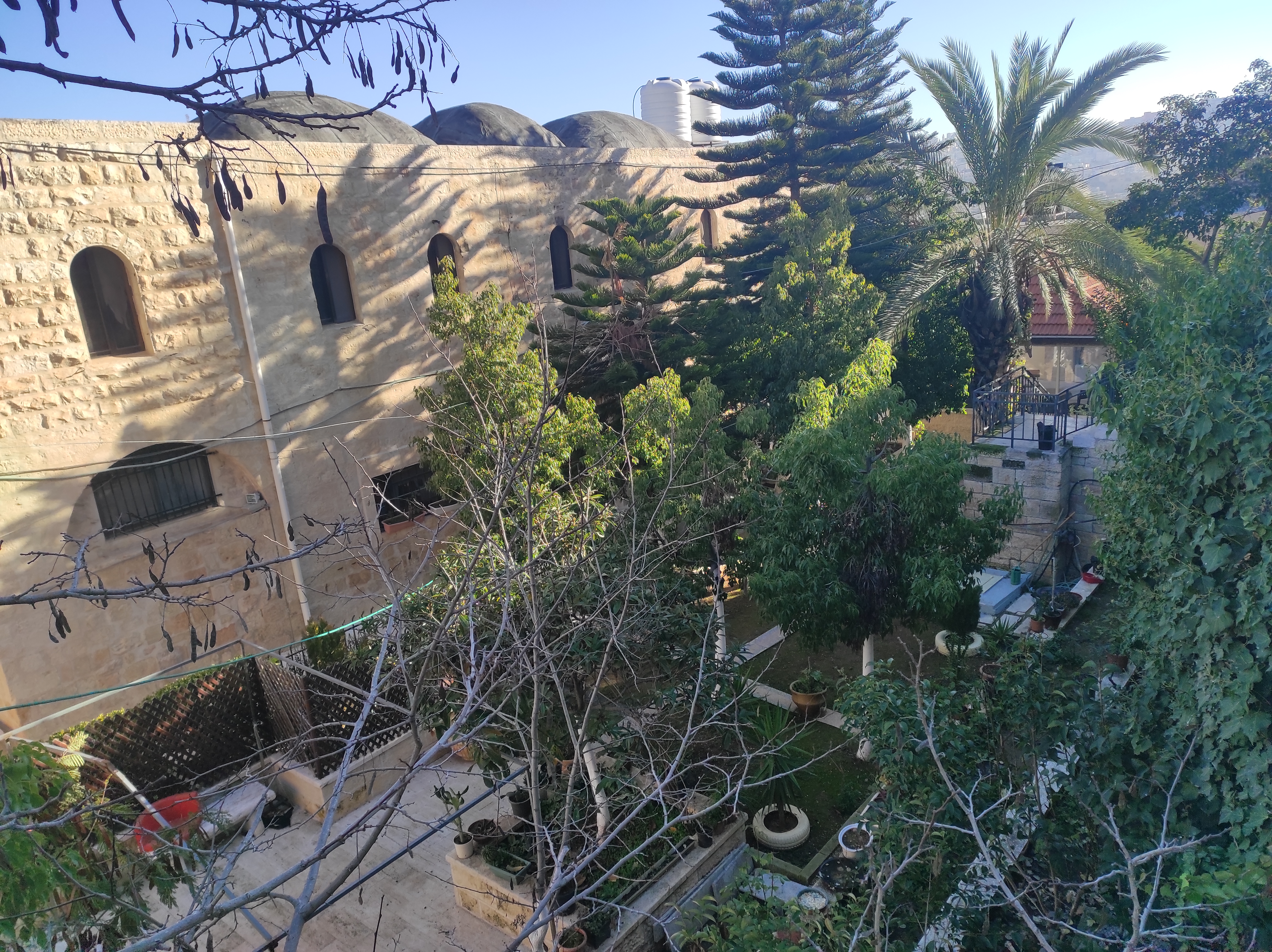
حديقة عيادة الكرنتينا (2022)
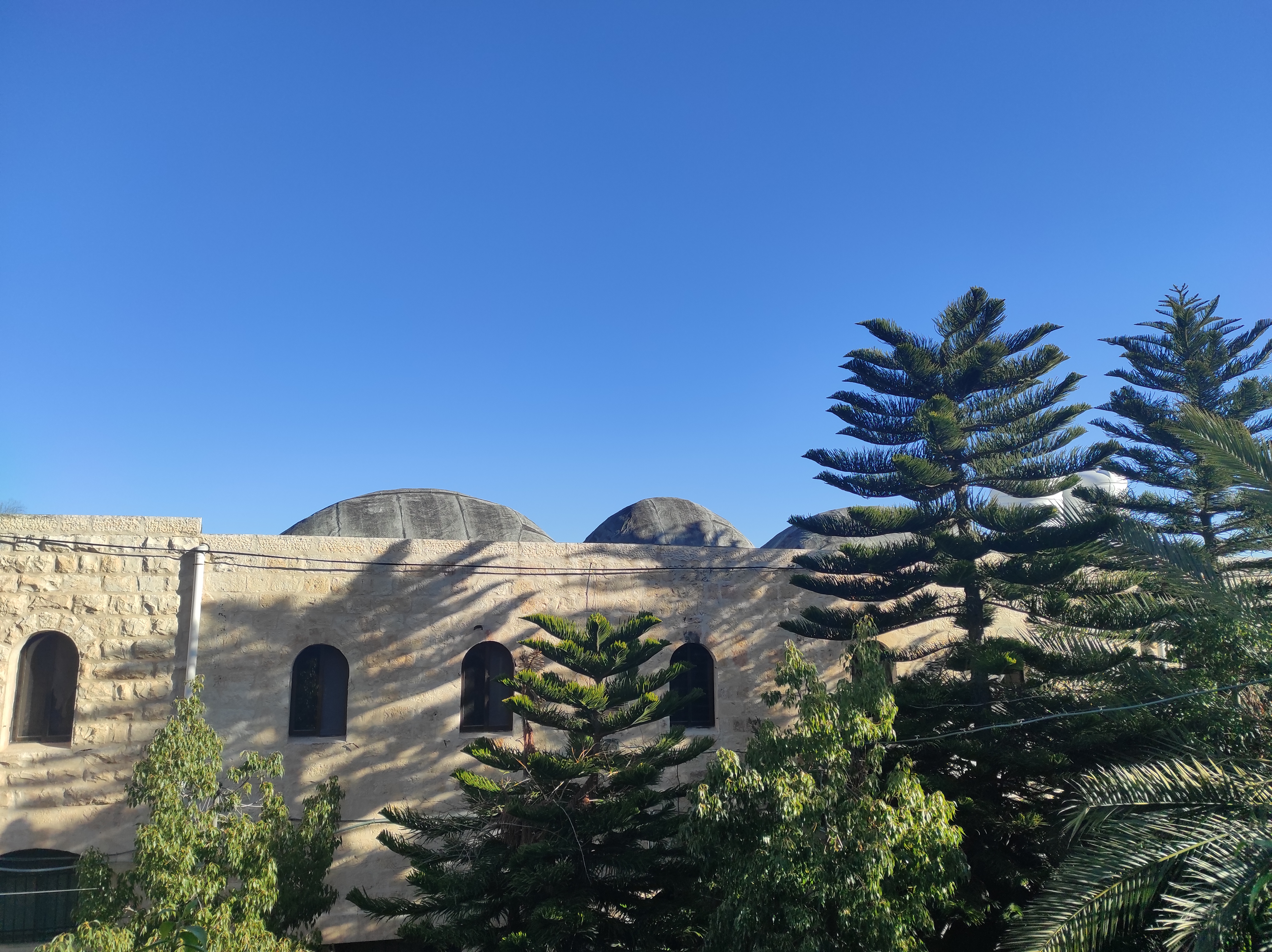
حديقة عيادة الكرنتينا (2022)
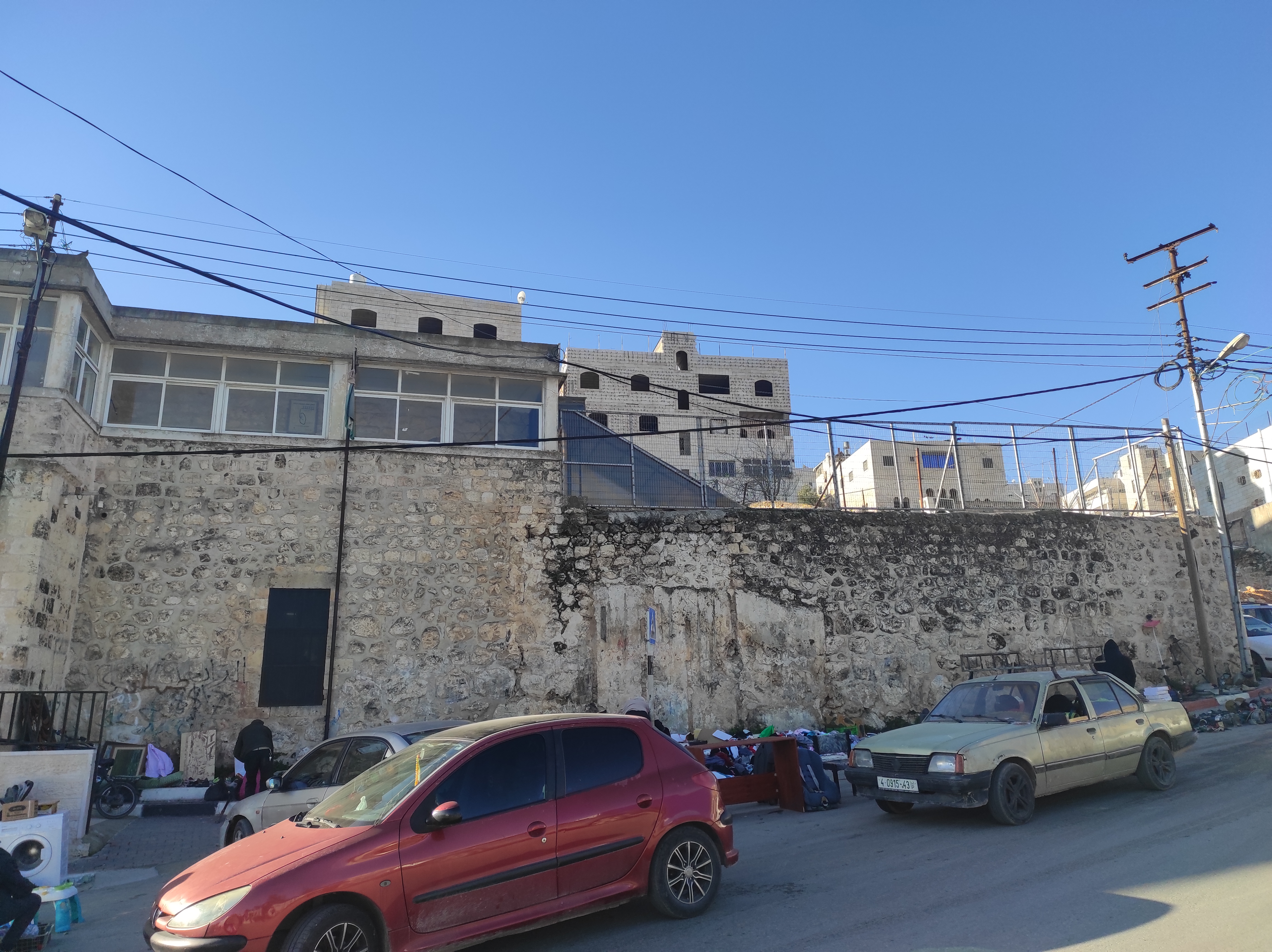
الأسوار الخارجية (2022)

## الانتهاكات الإسرائيلية
منذُ احتلال مدينة الخليل بعد حرب 1967، تُعاني البلدة القديمة في الخليل من حملاتٍ تهويدية، حيث تهدف إلى تهجير الفلسطينيين منها، وفرض سيطرةٍ إسرائيلية عليها. يُعد استعمال الكرنتينا موضوعًا شائكًا، حيث أنَّ استعمالها عيادةً صحيةً يختلف عن الهدف من بناءها، إلا أنَّ جعلها متحفًا أو معلمًا سياحيًا تاريخيًا يُعد صعبًا بسبب قربها من منطقةٍ استيطانيةٍ، بالإضافة السيطرة الإسرائيلية على البلدة القديمة، والتي تجعل تنقل المواطنين أمرًا صعبًا جدًا.
تعرض مبنى الكرنتينا خلال الانتفاضة الفلسطينية الثانية للعديد من اعتداءات المستوطنين الإسرائيليين، بالإضافة إلى إغلاق المبنى بواسطة الجيش الإسرائيلي تحت حججٍ وذرائع أمنية مُتعددة، وذلك في محاولةٍ منها للسيطرة على المبنى. كما تعرض المبنى على طول السنوات حتى اليوم إلى العديد من الاعتداءات الإسرائيلية. يُعد مبنى الكرنتينا متنفسًا سياحيًا لسكان البلدة القديمة في مدينة الخليل، وذلك بسبب الجلسات الهادئة في أراضيها المزروعة بالورد وأشجار الزينة، خاصةً وأن الاحتلال الإسرائيلي يمنع الجهات الفلسطينية من إقامة متنزه للمواطنين الفلسطينيين هناك للتخفيف عنهم.
تعملُ وزارة السياحة والآثار الفلسطينية على الحفاظ على جميع المعالم التاريخية لحماية الهوية الفلسطينية ومعالم الخليل، خصوصًا بعد إدراج منظمة الأمم المتحدة للتربية والعلم والثقافة (اليونسكو) البلدة القديمة في الخليل على لائحة التراث العالمي.

## هوامش
- «1»: الكرنتينا، وهي مكان الحجر الصحي، وكانت تُسمى في الدولة العثمانية باسم «قرانتينه»، ويعود أصل الكلمة إلى اللغة الإيطالية، وتترجم حرفيًا إلى العربية بمعنى «الأربعين يومًا».[3]

## وصلات خارجية
- الكرنتينا في الخليل، مبنى تاريخياً حافظ على جماله وبقي بخدمة صحة المواطنين على يوتيوب عبر وكالة وطن للأنباء